# Come (Album)
Come ist das 15. Studioalbum des US-amerikanischen Musikers Prince, wobei er alle Songs arrangierte, komponierte und produzierte. Es erschien am 15. August 1994 bei dem Label Warner Bros. Records und zählte zu dem Vertrag zwischen ihm und dem Label aus dem Jahr 1992. Damals hatte Prince seinen laufenden Vertrag für sechs weitere Alben bis zum 31. Dezember 1999 verlängert. Doch aufgrund von anschließenden Differenzen mit Warner Bros. Records legte er seinen Künstlernamen am 7. Juni 1993 ab und trug stattdessen ein unaussprechbares Symbol als Pseudonym. Danach wollte Prince bei dem Tonträgerunternehmen keine neuen Songs mehr veröffentlichen, sondern nur noch welche, die er vor dem 7. Juni 1993 geschrieben hatte.
Die Musik zählt zu den Genres Contemporary R&B, Elektronische Tanzmusik, Funk und Pop, die Liedtexte handeln überwiegend von Sex. Als musikalische Gäste wirken das Blechbläserquintett Hornheads, Mayte Garcia und Vanity mit. Musikkritiker bewerteten Come überwiegend negativ und obwohl weder Prince noch Warner Bros. Records nennenswerte Werbung für das Album veranstalteten, konnte es in einigen Ländern Goldstatus erreichen. Eine Tournee zum Album absolvierte Prince nicht.

## Entstehung
Alle Songs nahm Prince in den Jahren 1993 und 1994 in seinem Paisley Park Studio in Chanhassen auf. Zwar spielte er das Stück Race bereits am 8. November 1991 im Tonstudio Record Plant in Los Angeles ein, überarbeitete es aber Mitte Mai 1993 im Paisley Park Studio. Die acht Songs Come, Dark, Loose!, Orgasm, Papa, Pheromone, Solo und Space nahm er zwischen dem 2. Januar 1993 und Mai 1993 auf, wobei er dem Stück Come aber erst am 17. April 1994 Horn-Overdubs hinzufügte, also zehn Monate nach seiner Namensänderung. Letitgo ist der einzige Song, den Prince gezielt für das Album schrieb; er spielte ihn am 16. März 1994 ein, also ebenfalls nach seiner Namensänderung.
Anfang des Jahres 1994 hatte Prince unter seinem unaussprechbaren Pseudonym einen weltweiten kommerziellen Erfolg mit der Single The Most Beautiful Girl in the World, die er bei seinem eigenen Label NPG Records in Kooperation mit dem US-Independent-Label Bellmark Records veröffentlichte. Am 11. März 1994 präsentierte er dann dem Tonträgerunternehmen Warner Bros. Records ein neues Album mit dem Titel Come, doch The Most Beautiful Girl in the World platzierte er auf der Tracklist nicht:
| #  | Titel                             | Veröffentlichung          |
| -- | --------------------------------- | ------------------------- |
| 1  | Poem (später in Orgasm umbenannt) | 1994: Come                |
| 2  | Interactive                       | 1998: Crystal Ball        |
| 3  | Endorphinmachine                  | 1995: The Gold Experience |
| 4  | Space                             | 1994: Come                |
| 5  | Pheromone                         | 1994: Come                |
| 6  | Loose!                            | 1994: Come                |
| 7  | Papa                              | 1994: Come                |
| 8  | Race                              | 1994: Come                |
| 9  | Dark                              | 1994: Come                |
| 10 | Solo                              | 1994: Come                |
| 11 | Strays of the World               | 1998: Crystal Ball        |

Warner zeigte sich von der Tracklist wenig begeistert. Marylou Badeaux, damalige Vizepräsidentin von Warner Bros. Records, erinnerte sich: „Die Firma war furchtbar enttäuscht über das Album – manche sagten, es sei komplette Scheiße. Man hatte allgemein den Eindruck, dass er uns mit Müll zukippte.“ Mo Ostin und Lenny Waronker (* 1941), damalige Vorstandsvorsitzende von Warner Bros. Records, fragten Prince, ob er Songs wie Come und The Most Beautiful Girl in the World sowie zwei oder drei weitere stärkere Titel in das Album mit aufnehmen könne. Prince willigte ein und stellte Warner am 19. Mai 1994 eine überarbeitete Version des Albums Come vor; diesmal mit der Tracklist, die schließlich auch im August 1994 offiziell veröffentlicht wurde – The Most Beautiful Girl in the World stellte er also erneut nicht zur Verfügung. Marylou Badeaux sagte: „Mo und Lenny waren bestürzt, dass ‚Beautiful Girl‘ [sic] nicht auf der Platte war. Man glaubte, dass er dem Label jetzt nur noch irgendetwas hinwarf, um seinen Vertrag zu erfüllen.“ Michael Bland (* 1969), damaliger Schlagzeuger in Prince’ Band, meinte über Come: „Es war eine Zusammenstellung schwacher Songs, die noch dazu altbacken produziert worden waren. Ich hatte das Gefühl, dass wir die Fans betrogen.“
Kurz nach dem 19. Mai 1994 stellte Prince Warner Bros. Records ein weiteres Album mit Namen The Gold Experience vor. Er schlug vor, Come als Künstler „Prince“ und The Gold Experience unter seinem unaussprechbaren Pseudonym zu veröffentlichen. Zudem sollten beide Alben an seinem 36. Geburtstag, dem 7. Juni 1994 erscheinen – auf den Tag genau ein Jahr nach seiner Namensänderung. Doch diese Idee überzeugte Warner nicht; zwar sei das Label über eine Veröffentlichung von The Gold Experience glücklich, jedoch zu passender Gelegenheit. Beide Alben zählten zu den sechs Alben des Vertrags, den Prince im Jahr 1992 mit Warner abgeschlossen hatte.
Prince selbst machte keine Musikpromotion für Come und ließ der Albumveröffentlichung anders als sonst bei ihm üblich keine Tournee folgen. Auch in der Folgezeit spielte er auf Konzerten nur sehr selten Songs des Albums. Warner Bros. Records unternahm im Jahr 1994 ebenfalls kaum Werbung für Come.

## Gestaltung des Covers

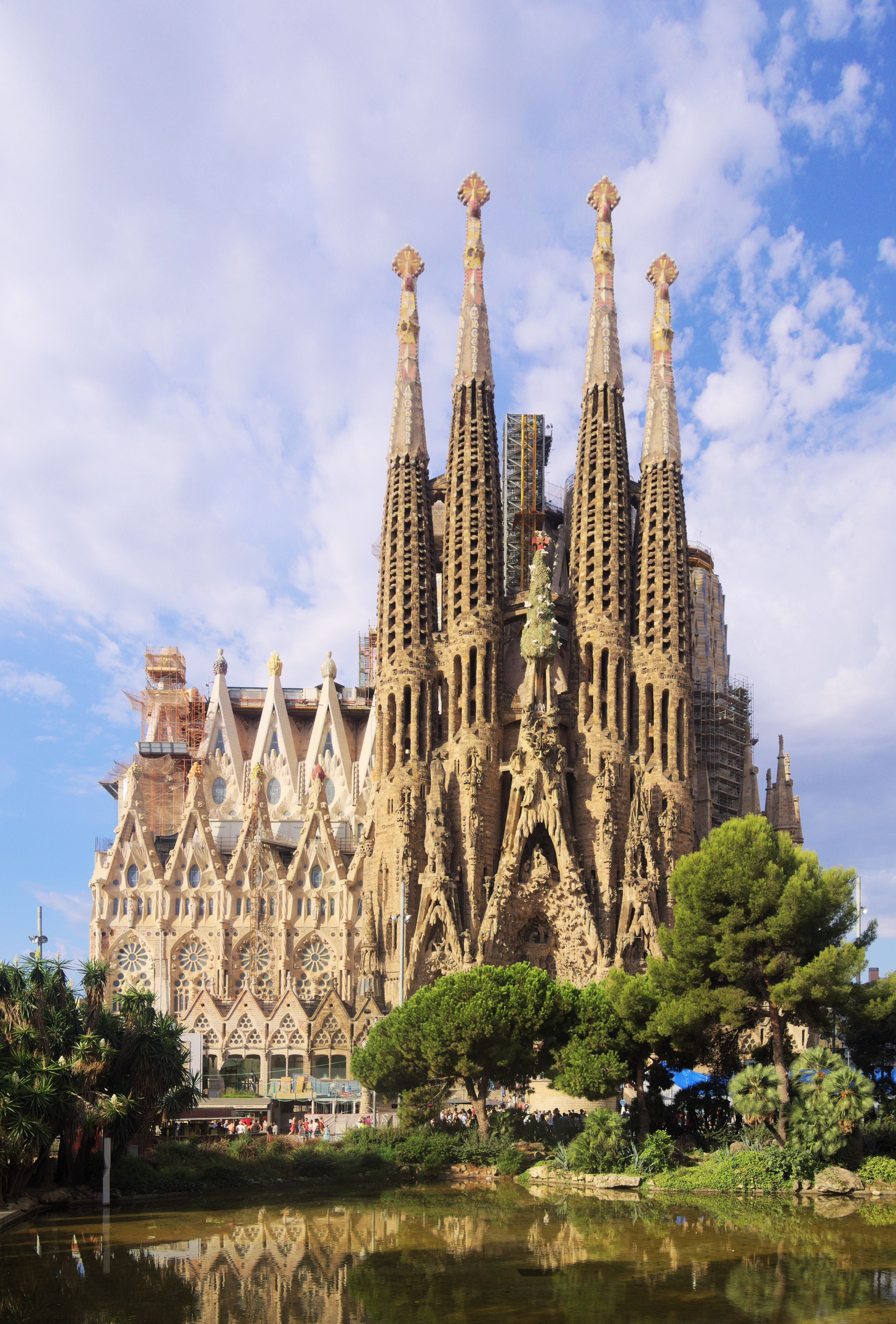
Die Sagrada Familia, 2017

Das Schallplattencover ist ein Schwarzweiß-Foto und zeigt Prince stehend vor einem Gittertor der Kathedrale Sagrada Família in Barcelona. Die Perspektive erweckt jedoch den Eindruck, er stünde nicht vor der Kathedrale, sondern vor einem Friedhof. In der Mitte des Covers ist der Name „Prince“ zu lesen, darunter – wie bei einer Grabinschrift – die Jahreszahlen „1958“ und „1993“; im Jahr 1958 wurde Prince geboren und 1993 änderte er seinen Künstlernamen. Auf der Rückseite des Covers ist in der linken oberen Ecke ein Foto des offenbar lebenden Prince zu sehen, das mit „1958“ datiert ist. In der rechten oberen Ecke ein Foto von einem scheinbar toten Prince zu sehen; er liegt mit dem Rücken auf dem Fußboden, den Kopf zur rechten Seite gedreht und seine Arme und Beine sind liegend vom Körper abgespreizt. Dieses Bild ist mit „1993“ datiert.
Die Bilder stammen von der US-amerikanischen Fotografin Terry Gydesen (* 1955), mit der Prince im Jahr 1993 zusammenarbeitete. Ein Jahr später veröffentlichte Prince ein limitiertes Fotobuch mit Namen The Sacrifice of Victor, das Aufnahmen von ihm während seiner Act II Show (1993) zeigen, die Gydesen gemacht hat. Das Fotobuch gilt heute (2025) als Rarität.
Das CD-Cover ist als Faltcover gestaltet, das zu einem Poster mit den Maßen 240 × 237 mm – weniger hoch, aber breiter als DIN A4 – ausgebreitet werden kann. Die Rückseite des Posters ist mit der Überschrift „Come“ betitelt und ergänzend dazu steht links unten in Spiegelschrift der Satz „The dawning of a new spiritual revolution“ („Das Dämmern einer neuen spirituellen Revolution“).
Die Liedtexte sind nicht abgedruckt und auf der Frontseite des Covers ist der Warnhinweis „Parental Advisory“ („Hinweis für Eltern – allzu deutliche Liedtexte“) zu lesen.

## Musik und Liedtexte

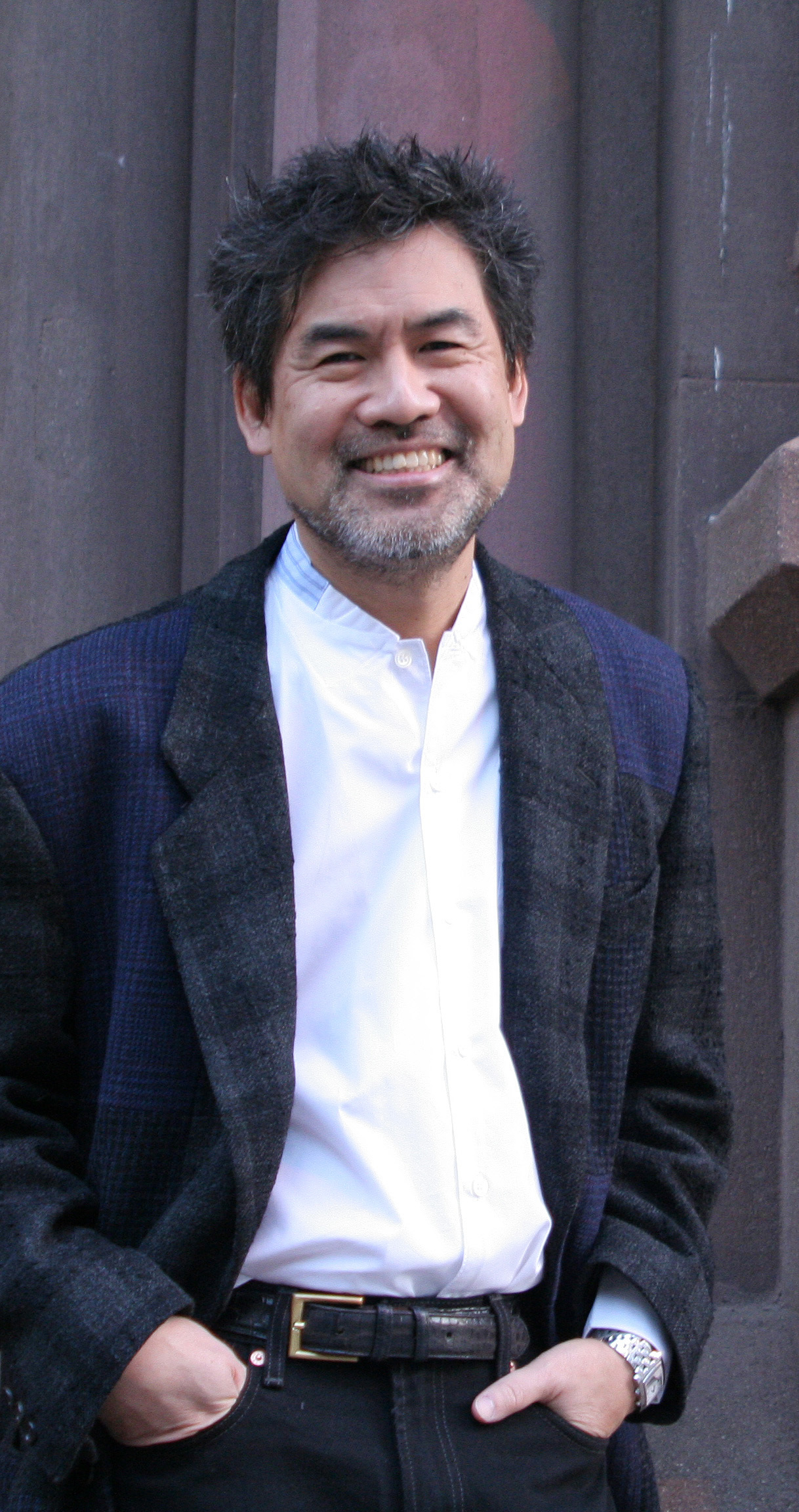
David Henry Hwang (2008), der den Liedtext zu Solo verfasste

Die Musik ist vorwiegend von den Genres Contemporary R&B, Elektronische Tanzmusik, Funk und Pop beeinflusst. Anders als in den meisten seiner Alben aus den 1990er Jahren verwendet Prince in Come überwiegend elektronische Instrumente; Drumcomputer und Synthesizer dominieren in den meisten Songs, eine Vielzahl sind mehr vom Groove als von melodischen Feinheiten geprägt. Die Arrangements sind überwiegend schlicht gehalten und verzichten auf Ausschmückung. Die Verbindung einzelner Songs bilden nach rauschendem Wasser klingende Synthesizerpassagen und Instruktionen von Prince, die er entweder spricht oder flüstert. Die Liedtexte handeln überwiegend von Sex und Prince ist unter anderem in seinem charakteristischen Falsettgesang zu hören.
1. Come
Das Titelstück wird von einer langsamen Bassline und von Blechbläser-Arrangements begleitet, die aus einer Kombination von Jazz- und Funk-Phrases bestehen. Der Liedtext enthält anzügliche Passagen wie beispielsweise: „kann ich an Dir lutschen, Baby?“ und „kann ich dich ficken, Baby?“ Zudem ist im Song stellenweise Schmatzen und Stöhnen zu hören. Abgesehen davon behandelt der Liedtext auch eine spirituelle Thematik; im Verlauf wiederholt Prince des Öfteren den gesungenen Satz „die Seele ruft, und hier ist der Grund dafür“. Insgesamt wirkt das über elfminütige Titelstück zuweilen langatmig.[8]
2. Space
Der Song wird von lebhaften und verträumten Synthesizerklängen unterstützt, die das Bass-Spiel kontrastieren, das sich zu einer wiederholenden Figur im Song entwickelt. Der Liedtext scheint sexuelle Anspielungen mit spirituellen Untertönen zu enthalten. Beispielsweise singt Prince: „Alles, was ich mit Deinem Körper machen werde, Baby, werde ich mit deinem Kopf tun“.[8]
3. Pheromone
Während die ersten beiden Songs Come und Space einen entspannten Beat besitzen, wird Pheromone von einem unnachgiebigen Drum-Beat dominiert. Laut Prince’ Aussage inspirierte ihn die Schauspielerin Carmen Electra zum etwas anzüglichen Liedtext,[8] denn er verwendet den Begriff Pheromon im sexuellen Sinne.
4. Loose!
Die Up-tempo-Nummer verschmilzt Techno-angehauchte Sounds mit Rock-Gitarren. Den Liedtext singt Prince mit einer bewegten und wütenden Stimme.[2]
5. Papa
Das Stück bildet einen Kontrast zu den vorwiegend tanzorientierten Songs wie Loose! und Pheromone. Anders als diese ist Papa eine langsame, Blues-beeinflusste Nummer mit minimalistisch eingesetzten Instrumenten, fokussiert auf zurückhaltende Gitarren-Phrases und einen Slide-Gitarren-Lick. Im Liedtext schildert Prince eine Geschichte, die von Kindesmissbrauch und vom Suizid des Vaters handelt. Gegen Ende des Songs sagt Prince: „Missbraucht keine Kinder, sonst geraten sie wie ich“. Der vorwiegend von ihm gesprochene Liedtext vermittelt eine dunkel anmutende Intimität.[2][8][9]
6. Race David Henry Hwang (2008), der den Liedtext zu Solo verfasste
Der Song ist aus den Genres Elektronische Tanzmusik und Pop. Er enthält mit „Face the Music“ ein Sample der Sängerin Jearlyn Steele-Battle, die Schwester von Jevetta Steele. In den Backing Vocals von Race ist Mayte Garcia zu hören, Prince’ späterer Ehefrau. Im Liedtext, den er zuweilen in einem Rap-ähnlichen Sprechgesang vorträgt, befasst er sich mit Rassismus.[8]
7. Dark
Die für Prince typische R&B-Ballade wird von jazzig arrangierten Waldhörnern begleitet. Der Liedtext handelt von der Obsession eines Mannes, der von einer Frau verlassen wurde, die ihn schlecht behandelte.[8] Im Januar 1998 veröffentlichte Prince mit So Dark eine Remixversion auf seinem Album Crystal Ball.
8. Solo
Das Stück trägt Prince im Wesentlichen a cappella vor; seine Stimme wird lediglich von künstlich erzeugtem Harfespiel begleitet. Während er die Musik zum Song entwarf, verfasste der US-Schriftsteller David Henry Hwang den Liedtext, in dem behauptet wird, ohne Liebhaber fühle man sich unvollkommen. Ursprünglich planten Prince und Hwang weitere musikalische Projekte,[8] die in der Folgezeit aber nicht zustande kamen.
9. Letitgo
Der Song besitzt einen lebhaften Beat mit einer einprägsamen Melodie, die Hookline enthält einen ausgeprägten orientalisch anmutenden Klang. Der Song ist in Moll geschrieben, was eine düstere und depressive Stimmung verleiht. Der Liedtext, den Prince erst nach seiner Namensänderung schrieb, drückt aus, wie er sich nach Forderungen der Musikindustrie richten musste und somit nicht seine wahren Gefühle artikulieren und wiedergeben konnte.[8]
10. Orgasm
Im Song ist Denise Katrina Matthews – besser bekannt unter ihrem Künstlernamen Vanity – die Frau an Prince’ Seite. Sie stöhnt und simuliert einen Orgasmus. Ansonsten besteht das Stück lediglich aus Klängen rauschenden Wassers und aus einer Passage einer quietschenden E-Gitarre, die Prince aus dem Schluss seinen Songs Private Joy entliehen hat, den er 1981 auf dem Album Controversy veröffentlichte. Offiziell wird Vanity in den Liner Notes nicht als Partnerin von Orgasm erwähnt – im Booklet ist lediglich der Hinweis „she knows“ zu lesen. Für sie hatte Prince bereits im Sommer 1983 einen Song mit Namen Vibrator geschrieben, den er aber nicht veröffentlichte, und Orgasm ist eine Passage aus diesem Stück.[2][10]

## Titelliste und Veröffentlichungen
| 1                                                                  | Come      | 11:13 |
| 2                                                                  | Space     | 4:27  |
| 3                                                                  | Pheromone | 5:08  |
| 4                                                                  | Loose!    | 3:26  |
| 5                                                                  | Papa      | 2:48  |
| 6                                                                  | Race      | 4:28  |
| 7                                                                  | Dark      | 6:10  |
| 8                                                                  | Solo a    | 3:48  |
| 9                                                                  | Letitgo   | 5:32  |
| 10                                                                 | Orgasm    | 1:39  |
| Spieldauer: 48:43 min.                                             |           |       |
| Autor aller Songs ist Prince a Autor: Prince und David Henry Hwang |           |       |

Come wurde am 15. August 1994 in Großbritannien und einen Tag später in den USA veröffentlicht. Das Album erschien auf CD, LP und MC, später auch als Download.

### Singles
Von dem Album wurden zwei Singles ausgekoppelt. Als Vorabsingle erschien Letitgo am 9. August 1994 und ist auf 4:15 Minuten gekürzt, die B-Seite Solo ist identisch mit der Albumversion. Als zweite Single wurde am 1. November 1994 Space ausgekoppelt, die aber nicht in Europa veröffentlicht wurde. Auf der A-Seite ist Space im gekürzten Universal Love Radio Remix zu hören, der 3:58 Minuten lang ist. Auf der B-Seite befindet sich die Albumversion.
Zudem ist im Herbst 1994 in ausschließlich Deutschland die 1-Track-Promo-CD-Single Come erschienen. Verwirrenderweise ist aber nicht der Song Come platziert, sondern das Stück Poem in einer Länge von 3:42 Minuten – die vollständige Version von Orgasm. Abgesehen vom Abspann des Films The Beautiful Experience, in dem Poem zu hören ist, ist das Stück auf keinem anderen Prince-Tonträger zu finden.

### Musikvideos
Da sich Prince im Jahr 1994 in einem Streit mit Warner Bros. Records befand, veröffentlichte er auch Produktionen unter seinem damaligen Pseudonym „Symbol“, die er parallel zum laufenden Warner-Bros.-Vertrag bei anderen Firmen abschloss. Am 3. April 1994, also vier Monate vor der Veröffentlichung von Come, zeigte der britische Fernsehsender Sky One das TV-Special The Beautiful Experience, aus dem die fünf Musikvideos zu den Songs Come (deutlich andere Version als auf dem Album), Loose!, Papa, Pheromone und Race stammen. In dem von Prince unter seinem unaussprechbaren Pseudonym produzierten Film wirkt Nona Gaye als Hauptdarstellerin mit. Der Film ist 70 Minuten lang und besteht aus Szenen von einem Paisley-Park-Konzert am 13. Februar 1994 sowie aus damals noch unveröffentlichten Songs.
Prince widersetzte sich dem Wunsch von Warner Bros. Records, ein Musikvideo zur Singleauskopplung Letitgo zu drehen, worauf das Label ein Promotion-Video produzierte, bestehend aus einem Zusammenschnitt von Bildmaterial des Direct-to-Video-Videos 3 Chains o’ Gold. Der Film wurde wie das Album Come ebenfalls am 16. August 1994 in den USA veröffentlicht, ist 73 Minuten lang und besteht im Wesentlichen aus Musikvideos zu Songs des Albums Love Symbol aus dem Jahr 1992. Warner suchte sich für das Letitgo-Video unter anderem eine Szene von 3 Chains o’ Gold heraus, die Prince beim Unterschreiben eines Vertrags zeigt. Zu dem Song Space existiert kein Musikvideo.

### Coverversionen
Lediglich zwei Coverversionen von Songs des Albums Come sind bekannt, die beide auf der auf 5.000 Einheiten limitierten Kompilation Shockadelica: 50th Anniversary Tribute to the Artist Known as Prince im Juni 2008 erschienen sind. Anlass war der 50. Geburtstag von Prince, weswegen norwegische Musiker insgesamt 81 Versionen zu 68 Prince-Songs auf fünf CDs neu interpretierten. Der Bluesgitarrist Bjørn Berge nahm Letitgo neu auf und der Saxofonist und Komponist Rolf-Erik Nystrøm (* 1975) spielte eine neue Version von Solo ein, wobei Maja Ratkje den Gesang übernahm.

## Mitwirkende

### Musiker
Alle Songs wurden von Prince produziert, arrangiert, komponiert und vorgetragen. Folgende Personen ergänzten die Aufnahmen:
- Eric Leeds – Flöte in Letitgo
- Hornheads – Baritonsaxophon, Posaune, Tenorsaxophon, Trompete in Come, Dark, Letitgo, Race
- Jearlyn Steele – „Face the Music“ Loop-Sample in Race
- Kathleen Johnson (als „Kathleen Bradford“, Schwester von Kirk Johnson)  – Backing Vocals in Letitgo
- Mayte Garcia – Backing Vocals in Race
- Michael Bland – Schlagzeug in Dark, Papa, Space
- Morris Hayes – Keyboard in Dark, Space
- Ricky Peterson – Keyboard in Letitgo
- Sonny Thompson – E-Bass in Dark, Papa, Space
- Tommy Barbarella – Keyboard in Dark, Space
- Vanity – „Partnerin“ in Orgasm

### Technisches Personal
- David Friedlander (als „Chronic Freeze“) – Mastering, Mixing, Toningenieur
- Eric Anest (als „Statik“) – Programming
- J.C. Munson – Artdirector vom Frontcover
- Kimm James – Toningenieur-Assistenz
- Ludwig Hümmler (als „Hü“) – Lacquer und Direct Metal Mastering (DMM) Cutting Engineer
- Ray Hahnfeldt – Mixing, Toningenieur
- Terry Gydesen – Fotografie
- Tom Garneau – Toningenieur-Assistenz
- Tom Tucker (* 1949; † 2012) – Mixing, Toningenieur
- Xanex Bess – Toningenieur-Assistenz

## Rezensionen
Musikkritiker bewerteten das Album meist negativ; beispielsweise schrieb die US-Tageszeitung Detroit Free Press: „Come ist ein hastig herausgerotztes Album, das die Erwartungshaltung, die einer Prince-Platte in der Regel vorausgeht, nicht gerecht wird.“ Weitere Kritiker bemängelten, die Musik klinge überwiegend „einfallslos“ und „glanzlos“, zudem seien die Liedtexte teilweise „zu eindeutig“ und „sexuell überladen“ – Come sei Prince’ „Sex Album“. Die Website AOTY (Album of the Year) errechnete eine Durchschnittsbewertung von nur 53 %, basierend auf fünf Rezensionen englischsprachiger Medien.
David Browne von der Entertainment Weekly lobte jedoch und verteilte auf einer Skala von „A+“ bis „F“ die Note „B+“. Er bezeichnete das Album als „zum Glück nicht durchschnittlich.“ Come lege „verwirrende Albumkonzepte beiseite“ und lasse „stattdessen das entspannte, mondäne musikalische Bettgeflüster“ von Prince’ Dirty-Mind-Ära aus dem Jahr 1980 wieder aufleben. Trotzdem gehe es bei Come „nicht um Nostalgie“; Loose! sei „ein souveräner Versuch, Techno zu spielen, und im Titelsong, dem Herzstück des Albums“, singe Prince „fröhlich über ein tröstendes Hornarrangement“, was beweise, „wie geschickt er in komplizierten Arrangements geworden“ sei. Den Liedtext von Papa bezeichnete Browne als „krasse Erzählung über elterlichen Missbrauch“, und Solo als „überaus üppige Ballade.“
Die beiden Musikjournalisten Albert Koch und Thomas Weiland vom Musikexpress gaben drei von sechs Sternen. Das Album „funkt schon schön mellow und trocken“, allerdings sei „eine leichte Tendenz zum Selbstplagiat und Schwächen im Songwriting auszumachen.“ In anzüglichen Liedtexten wie im Titelstück, Orgasm und Pheromone behandle Prince „die üblichen Topics“, aber „weniger verklausuliert“ als auf seinen früheren Alben. Das Titelstück Come bezeichneten Koch und Weiland als „Highlight im Prince-Songkatalog.“
Die beiden Musikkritiker David Wilson und John Alroy waren enttäuscht und gaben zweieinhalb von fünf Sternen. „Offenbar“ habe Prince „die besten Songs aus diesem Projekt zurück“ gehalten, mutmaßten sie. Dennoch existiere mit dem „gefühlvollen“ Dark, „der Single“ Letitgo und der „schaurigen Kindesmissbrauchsgeschichte“ Papa „eine ganze Menge Material von höchster Qualität“, aber „nicht so viel, wie wir erwartet hatten“. Die „A-Capella-Aufnahme“ Solo sei zwar eine „Überraschung“, aber letztendlich nur ein „interessanter, aber nicht besonders gelungener Versuch.“
Stephen Thomas Erlewine von AllMusic zeigte sich auch enttäuscht und zeichnete Come mit zwei von fünf Sternen aus. Nachdem man sich das Album angehört habe, sei der Zweck eindeutig: Es diene lediglich zur Vertragserfüllung, „nicht mehr und nicht weniger.“ Zwar seien „einige der Songs gut“, aber es existiere nichts, was Prince „nicht schon vorher gemacht“ habe. Bei einigen Songs klinge er „sogar gelangweilt.“ Zudem besitze das Album „keine offensichtlichen Singles“, was es „zu einem Alptraum für den Verkauf“ gemacht habe. Von daher sei es „wenig überraschend“ gewesen, dass Come aus kommerzieller Sicht „floppte“, schrieb Erlewine.
Tom Moon von dem US-Musikmagazin Rolling Stone gab ebenfalls zwei von fünf Sternen. In Anspielung auf Prince’ vorausgegangene Namensänderung schrieb Moon: „Normale Künstler leisten sich mal einen Patzer, aber dieser Typ hat sich auf Public-Relations-Katastrophen spezialisiert, die seine loyalen Fans verwirren und seinen Status als großer genreüberschreitender Innovator des letzten Jahrzehnts gründlich aushöhlen.“

## Kommerzieller Erfolg

### Chartplatzierungen
| ChartsChartplatzierungen       | Höchstplatzierung | Wochen |
| ------------------------------ | ----------------- | ------ |
| Deutschland (GfK)              | 9 (11 Wo.)        | 11     |
| Österreich (Ö3)                | 4 (10 Wo.)        | 10     |
| Schweiz (IFPI)                 | 4 (13 Wo.)        | 13     |
| Vereinigtes Königreich (OCC)   | 1 (1) (9 Wo.)     | 9      |
| Vereinigte Staaten (Billboard) | 15 (10 Wo.)       | 10     |

| Jahr | Titel   | Höchstplatzierung, Gesamtwochen, AuszeichnungChartplatzierungen (Jahr, Titel, , Platzierungen, Wochen, Auszeichnungen, Anmerkungen) | Höchstplatzierung, Gesamtwochen, AuszeichnungChartplatzierungen (Jahr, Titel, , Platzierungen, Wochen, Auszeichnungen, Anmerkungen) | Höchstplatzierung, Gesamtwochen, AuszeichnungChartplatzierungen (Jahr, Titel, , Platzierungen, Wochen, Auszeichnungen, Anmerkungen) | Höchstplatzierung, Gesamtwochen, AuszeichnungChartplatzierungen (Jahr, Titel, , Platzierungen, Wochen, Auszeichnungen, Anmerkungen) | Höchstplatzierung, Gesamtwochen, AuszeichnungChartplatzierungen (Jahr, Titel, , Platzierungen, Wochen, Auszeichnungen, Anmerkungen) | Anmerkungen                  |
| Jahr | Titel   | DE | AT | CH | UK | US | Anmerkungen                  |
| ---- | ------- | --- | --- | --- | --- | --- | ---------------------------- |
| 1994 | Letitgo | DE45 (11 Wo.)DE | AT29 (2 Wo.)AT | CH21 (11 Wo.)CH | UK30 (4 Wo.)UK | US31 (14 Wo.)US |                              |
| 1994 | Space   | DEn.v.DE | ATn.v.AT | CHn.v.CH | UKn.v.UK | — | Nicht in Europa ausgekoppelt |

In den USA konnte sich mit Space zum ersten Mal seit I Wish U Heaven – ausgekoppelt im September 1988 aus dem Album Lovesexy – keine Single eines Prince-Albums in den US-Top-100 platzieren.

### Auszeichnungen für Musikverkäufe
| Land/Region                  | Auszeichnungen für Musikverkäufe (Land/Region, Auszeichnung, Verkäufe) | Verkäufe |
| ---------------------------- | ---------------------------------------------------------------------- | -------- |
| Frankreich (SNEP)            | 2× Gold                                                                | 200.000  |
| Spanien (Promusicae)         | Gold                                                                   | 50.000   |
| Vereinigte Staaten (RIAA)    | Gold                                                                   | 500.000  |
| Vereinigtes Königreich (BPI) | Gold                                                                   | 100.000  |
| Insgesamt                    | 5× Gold ·                                                              | 850.000  |

Hauptartikel: Prince/Auszeichnungen für Musikverkäufe

## Preise
Prince wurde in und für die Come-Ära mit folgenden Auszeichnungen und Preisen geehrt:

### American Music Awards
30. Januar 1995: Sonderpreis „Award of Merit“ („Verdienstauszeichnung“) bei den American Music Awards 1995.

### BRIT Awards 1995
20. Februar 1995: Gewinner bei den BRIT Awards 1995 in der Kategorie „Best International Male Solo Artist“.